# This Is a Call
Singles de Foo Fighters
Exhausted
(1995) I'll Stick Around
(1995)
This Is A Call est le deuxième single de l'album Foo Fighters sorti en 1995. Aucune vidéo n'est faite pour ce single. Le groupe a joué la chanson en direct sur le Late Show with David Letterman vers la fin de l'été en 1995. Depuis cette performance David Letterman est devenu un fervent adepte de la bande. Ils jouèrent une dizaine de fois au  Late Show with David Letterman.
This Is A Call a été publié en tant que contenu téléchargeable dans le jeu vidéo Rock Band des jeux vidéo le 23 décembre 2008.

## Singles
Toutes les chansons sont écrites et composées par Dave Grohl.
| 1. | This Is a Call | 3:52 |
| 2. | Podunk         | 3:03 |

| 1. | This Is a Call | 3:52 |
| 2. | Winnebago      | 4:11 |

| 1. | This Is a Call | 3:52 |

| 1. | This Is a Call | 3:52 |
| 2. | Winnebago      | 4:11 |
| 3. | Podunk         | 3:03 |

| 1. | This Is a Call      | 3:52 |
| 2. | Winnebago           | 4:11 |
| 3. | Podunk (Cement Mix) | 3:03 |

## Charts
| Chart (1995)                         | Position |
| ------------------------------------ | -------- |
| Chart Australien                     | 9        |
| Charts Canadien (RPM)                | 35       |
| Charts Canadien (RPM Alternative 30) | 1        |
| Charts Autrichien                    | 32       |
| Irish Singles Chart                  | 16       |
| Chart néo-zélandais                  | 11       |
| UK Singles Chart                     | 5        |
| US Modern Rock Tracks                | 2        |
| US Mainstream Rock Tracks            | 6        |